# Holmsjön (Stengårdshults socken, Småland)
Holmsjön är en sjö i Gislaveds kommun i Småland och ingår i Nissans huvudavrinningsområde.